# Maulvibazar (zila)
Maulvibazar o Moulvibazar (en bengalí: মৌলভীবাজার) es un zila o distrito de Bangladés que forma parte de la división de Sylhet.
Comprende 7 upazilas en una superficie territorial de 2.674 km² : Barlekha Upazila, Kamalganj Upazila, Kulaura Upazila, Maulvibazar Sadar Upazila, Rajnagar Upazila, Sreemangal Upazila, y Juri Upazila.
La capital es la ciudad de Maulvibazar.

## Upazilas con población en marzo de 2011[2]
- Barlekha 257,620
- Juri 148,958
- Kamalganj 259,130
- Kulaura 360,195
- Maulvi Bazar Sadar 342,468
- Rajnagar 232,666
- Sreemangal 318,025

## Demografía
Según estimación 2010 contaba con una población total de 1.907.387 habitantes.